# Rhipilia tomentosa
Espèce
Rhipilia tomentosa est une espèce d'algue verte de la famille des Rhipiliaceae.